# Habichtsgebirge
Das Habichtsgebirge (tschechisch Jestřebí hory, polnisch Góry Jastrzębie) ist ein langgestreckter Gebirgszug von über 700 m Höhe im westlichen Teil des Braunauer Berglands in Tschechien.

## Lage
Das Habichtsgebirge liegt in der Königgrätzer Region, westlich von Broumov in den Mittelsudeten. Es erstreckt sich vom Rabengebirge im Nordwesten bis zum Tal des Flusses Metuje (Mettau) im Südosten. Es bildet teilweise die Grenze zwischen Schlesien und Böhmen bzw. zwischen Polen und Tschechien. Entlang seines Kamms erstreckt sich eine vor dem  Zweiten Weltkrieg errichtete Befestigungslinie des Tschechoslowakischen Walls, weshalb hier eine große Anzahl von Bunkern steht. 

## Geographie

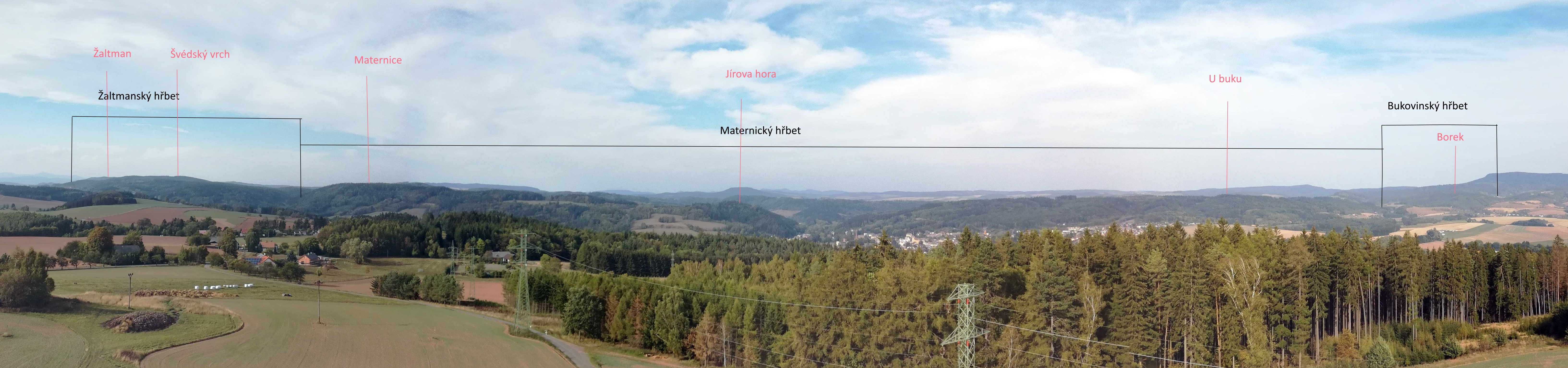
Panorama des Habichtsgebirges

Das Habichtsgebirge verläuft aus der Umgebung von Trutnov im Nordwesten bis zur Umgebung von Hronov im Südosten, erreicht eine maximale Höhe von 740 m auf dem Berg Žaltman (Hexenstein) und ist etwa 20 km lang.
Es wird in drei geomorphologische Bereiche unterteilt: 
- Žaltman-Kamm (Žaltmanský hřbet, mit dem höchsten Gipfel Žaltman, 740 m)
- Maternice-Kamm (Maternický hřbet, mit dem höchsten Gipfel Na Souši 562 m)
- Bukowina-Kamm (Bukovinský hřbet, mit dem höchsten Gipfel Bukovina 702 m)

Am nordwestlichen Ende des Gebirgszugs, westlich vom Petříkovicer Tal, befindet sich ein kurzer Bergrücken mit dem Johannesberg (Janský vrch, 697 m). Am südöstlichen Ende des Gebirgszugs, jenseits des Metuje-Tals, erstreckt sich ein weiterer Bergrücken (Fara oder Suchý kopec) mit dem Berg Vrše (518 m). 
Im Nordwesten grenzt es an das Riesengebirge, im Norden an das Rabengebirge, im Nordosten an die Adersbach-Weckelsdorfer Felsenstadt, im Osten an das  Heuscheuer-Gebirge, getrennt durch die Flüsse Metuje und Jívka, und im Südosten das Adlervorgebirge und im Südwesten das Riesengebirgs-Vorland. 
Charakteristisch für das Gebirge sind die starken Höhenunterschiede, steilen Berghänge und tiefen Täler. 
Die Kammlagen und Nordhänge des Habichtsgebirges gehören seit 1991 zum Landschaftsschutzgebiet CHKO Broumovsko. Sie sind meist mit Wald bedeckt, hier wachsen vor allem Fichten, aber auch Buchen, Eichen, Bergahorne und Lärchen sowie in feuchteren Lebensräumen auch Eschen. 

## Geologie

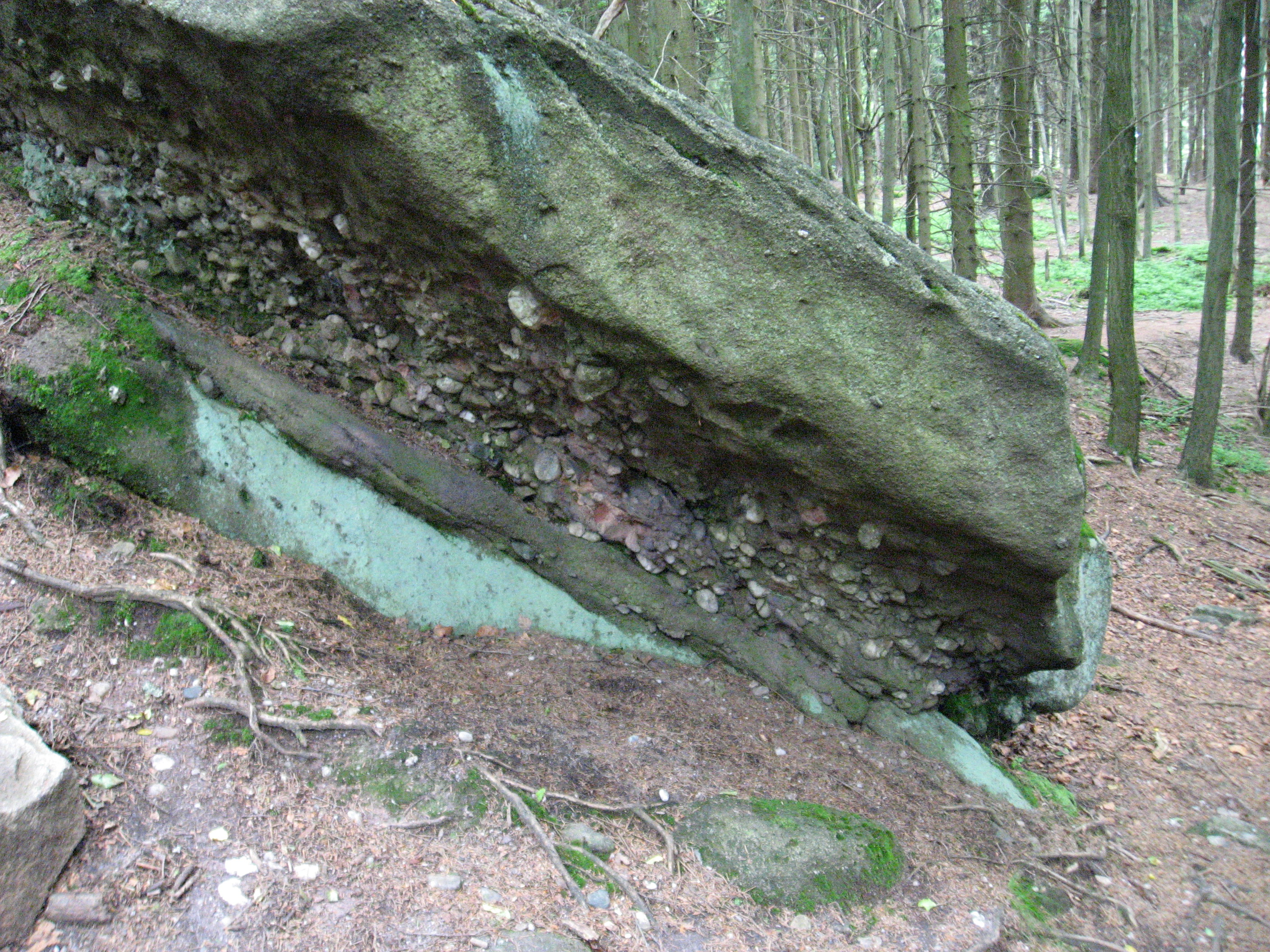
Arkosen am Hexenstein

Im zentralen Teil des Gebirges, im Bereich von  Slavětín bis Chlívce, tritt vielfach ein Wechsel von hartem Gestein (Arkose, Konglomerat) und relativ weichen Gesteinen auf, was zur Bildung von Längsrücken und flachen Senken führte. Einige dieser Gebirgskämme weisen Felswände mit einer Höhe von über 10 m oder ein ganzes System von Felsformationen auf. Die hier auftretenden Arkosen erheben sich im südöstlichen Teil des Schatzlarer Steinkohlenbeckens zwischen dem Radowenzer und Schwadowitzer Becken und unterlagern auch deren Steinkohlenschichten. 
Die geologische und geomorphologische Bedeutung dieser Felsaufschlüsse wird noch erhöht durch das Vorkommen von Araukariten, die direkt im Felsmassiv abgelagert sind, heute allerdings nur noch in einem stark zerstörten Zustand. Vor 1950 befand sich hier das Naturschutzgebiet „Radowenzer Araukarit“ (Přírodní rezervace Radvanické araukarity). 

## Topographie

### Berge
Liste von Bergen im Habichtsgebirge
| Name (tschechisch)     | Name (deutsch)           | Höhe in m | Kamm                                                        | Lage              |
| ---------------------- | ------------------------ | --------- | ----------------------------------------------------------- | ----------------- |
| Jánský vrch            | Johannesberg             | 697       | Žaltmanský hřbet (Johannesberg-Massiv)                      | 50.61126 15.98883 |
| Krausova vyhlídka      | Krause-Aussicht          | 600       | Žaltmanský hřbet (Johannesberg-Massiv)                      | 50.60958 15.99292 |
| Markoušovický kopec    | Markauscher Koppe        | 705       | Žaltmanský hřbet (Markoušovický hřeben - Markauscher Kamm)  | 50.56294 16.02997 |
| Hradiště Radvanice     | Ratschberg               | 693       | Žaltmanský hřbet (Žaltman-Kamm)                             | 50.55962 16.04815 |
| Žaltman                | Hexenstein               | 740       | Žaltmanský hřbet (Žaltman-Kamm)                             | 50.55264 16.05193 |
| Kolčarka               | Holcarka oder Hinterwald | 691       | Žaltmanský hřbet (Žaltman-Kamm)                             | 50.54078 16.07269 |
| Kraví hora bei Odolov  | Kuhberg                  | 628       | Žaltmanský hřbet (Žaltman-Kamm)                             | 50.53164 16.0914  |
| Strážnice              | Polednyberg              | 633       | Žaltmanský hřbet (Žaltman-Kamm)                             | 50.51993 16.09604 |
| Švédský vrch           | Schwedenberg             | 660       | Žaltmanský hřbet (Žaltman-Kamm)                             | 50.51698 16.10836 |
| Na Perném              |                          | 639       | Žaltmanský hřbet (Žaltman-Kamm)                             | 50.5114 16.10814  |
| Na Souši               | Wartaberg                | 562       | Maternický hřbet (Maternice-Kamm, westlich des Metuje-Tals) | 50.49634 16.14951 |
| Maternice              | Maternice                | 546       | Maternický hřbet (Maternice-Kamm, westlich des Metuje-Tals) | 50.49076 16.15088 |
| Jírova hora bei Hronov | Mühlberg                 | 485       | Maternický hřbet (Maternice-Kamm, westlich des Metuje-Tals) | 50.4868 16.1756   |
| Vrše bei Hronov        |                          | 519       | Maternický hřbet (Maternice-Kamm, östlich des Metuje-Tals)  | 50.48449 16.20339 |
| U buku                 | Borky                    | 532       | Maternický hřbet (Maternice-Kamm, östlich des Metuje-Tals)  | 50.48054 16.20928 |
| Borek                  |                          | 553       | Bukovinský hřbet (Bukowina-Kamm)                            | 50.4739 16.24291  |
| Bukowina (PL)          | Tannhübel                | 702       | Bukovinský hřbet (Bukowina-Kamm)                            | 50.47944 16.27138 |

Der Kammweg (grüner Strich bzw. roter Strich) verläuft vom Johannesberg (Jánský vrch) über den Aussichtspunkt Krause-Aussicht (Krausova vyhlídka, 600 m), den Markoušovický hřeben mit dem Slatiner Aussichtsturm, die Habichtsbaude in Paseka, den Žaltman, den Kolčarka, über Odolov, den Schwedenberg, weiter über Chlívce und den Maternice-Kamm nach Hronov und Vysoká Srbská. 
Eine Radtrasse (Cyklotrasa Nr. 4091) führt in weiten Teilen ebenfalls auf den Kammlagen des Gebirges von Lhota über den Markoušovický hřeben und den Žaltmanský hřbet bis nach Horní Kostelec.
Aussichtstürme stehen auf dem Žaltman (Hexenstein), dem Markauscher Kamm bei Slatin (Slavětínská rozhledna na Markoušovickém hřebeni, 708 m) und bei Vysoká Srbská (Rozhledna Na Větrné horce, 512 m). Die Habichtsbaude (Jestřebí bouda) in Paseka, OT von Radvanice, ist eine Pension und Gaststätte.

### Täler
Die Entwässerung der einzelnen Gebirgskämme erfolgt über zahlreiche Wasserläufe zur Elbe. 
Die wichtigsten Täler und ihre Bäche sind: 
- Tal des Petříkovický potok (Glasser Wasser) - teilt den Žaltman-Kamm vom Johannesberg-Massiv im Nordwesten und führt weiter zur Úpa (Aupa)
- Tal des Zbečnický potok (auch Materník genannt) - trennt den Žaltman-Kamm vom Maternice-Kamm im zentralen Teil des Gebirges
- Tal der Metuje (Mettau) - teilt den Maternický-Kamm in Hronov in zwei Teile
- Tal der Brlenka - trennt den Maternický-Kamm vom Bukovinský-Kamm
- Tal der Jívka (Gibker Wasser) - verläuft nördlich des Žaltman-Kamms durch das Radowenzer Becken und mündet bei Stárkov in den  Dřevíč (Erlitz).

## Ortschaften
Die umliegenden Ortschaften liegen im Okres Trutnov und im Okres Náchod. 
Die wichtigsten Städte im Gebirge und seiner Umgebung sind: Červený Kostelec (Rothkosteletz), Hronov, Rtyně v Podkrkonoší (Hertin) und Úpice (Eipel).
Die wichtigsten Gemeinden sind Chvaleč (Qualisch) mit  Petříkovice (Petersdorf) im Südosten und Radvanice v Čechách (Radowenz) mit Paseka (Brenden),  Slavětín (Slatin) und Studénka (Schönborn) im Norden, Jívka (Jibka) mit Horní Vernéřovice (Ober Wernersdorf ) im Nordosten und Dolní Vernéřovice (Unter Wernersdorf) im Osten, Malé Svatoňovice (Klein Schwadowitz) und Velké Svatoňovice (Groß Schwadowitz) im Süden sowie Markoušovice (Markausch) mit Starý Sedloňov (Alt Sedlowitz) im Westen.

## Bergbau
Innerhalb des Gebirgszuges finden sich zahlreiche alte Bergbaugruben, Abraumhalden und einige Stollen, die von der früheren ausgedehnten Bergbautätigkeit zeugen. Hier wurden bis 1992 u. a. Steinkohle und radioaktive Erze abgebaut. 
Folgende ehemalige Schächte bzw. Stollen sind zu nennen: 
- Cölestin-Schacht. Bývalý důl Celestýn in Chvaleč, 1922 geschlossen
- Katharina-Schacht. Bývalý důl Kateřina in Radvanice v Čechách
- Ignazi-Schacht. Bývalý důl Svatého Ignáce in Markoušovice, gegr. 1849
- Peter-Schacht. Bývalý důl Petr in Markoušovice
- Xaver-Schacht. Bývalý důl Xaver in Markoušovice, gegr. 1836
- Anton-Schacht. Důl Antonín in Markoušovice
- Hugo-Stollen. Bývalá štola Hugo in Velké Svatoňovice
- Prokop-Stollen. Štola sv. Prokopa in Velké Svatoňovice
- Schreiber-Stollen, urspr. Alberti-Schacht. Štola Šrejberky in Malé Svatoňovice 97
- Dreifaltigkeitsstollen. Štola Nejsvětější Trojice in Malé Svatoňovice - Petrovice
- Katharina-Stollen. Dědičná štola Kateřina in Malé Svatoňovice
- Kupferbergwerk Bohumir. Měděný důl Bohumír in Jívka 187, 1965 geschlossen, unter Denkmalschutz (ÚSKP-Nr. 105892)
- Schacht Nejedlý I, urspr. Ida-Schacht. Bývalý důl Ida in Rtyně v Podkrkonoší, gegr. 1846, später Bergwerk Zdeněk Nejedlý I[8]
- Schacht Nejedlý II. Bývalý důl Zdeněk Nejedlý II in Rtyně v Podkrkonoší, OT Tmavý důl, Kohlebergbau 1972 eingestellt
- Schacht Nejedlý III. Bývalý Důl Zdeněk Nejedlý III in Malé Svatoňovice, OT Odolov, ehem. Steinkohlebergwerk
- Benigna-Stollen. Štola Benigna in Rtyně v Podkrkonoší

## Fotogalerie

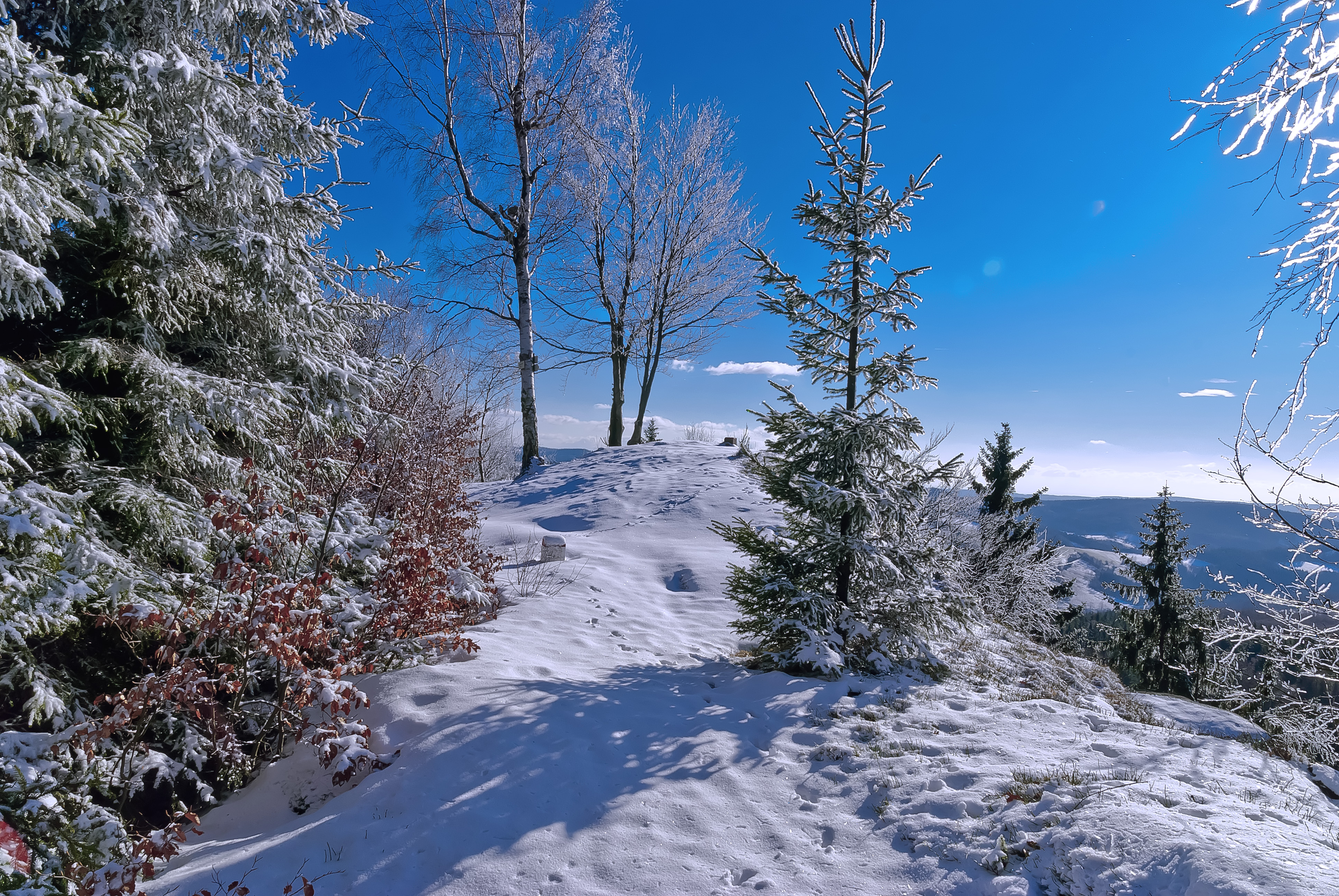
Auf dem Johannesberg (697 m)
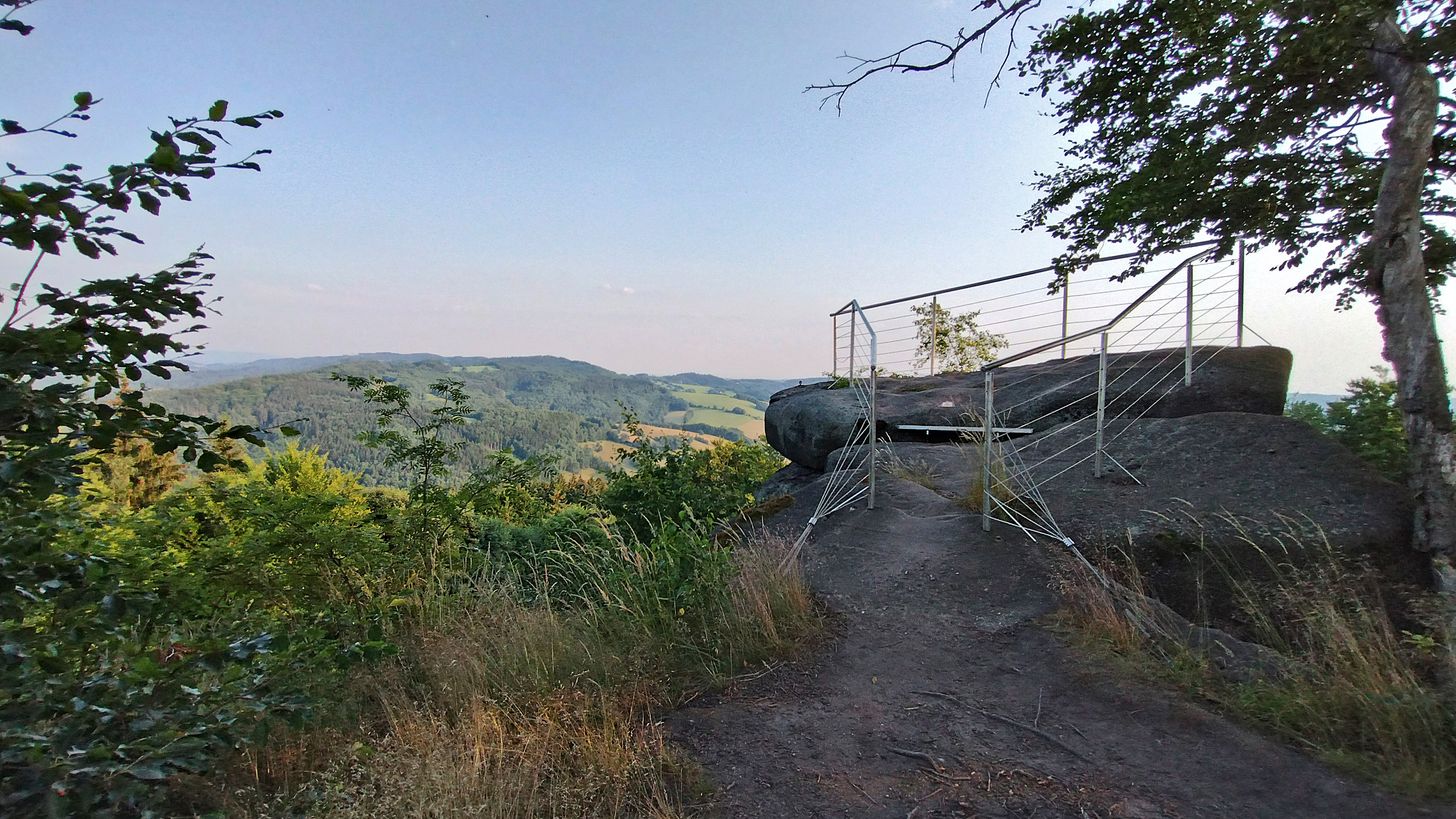
An der Krause-Aussicht (600 m)
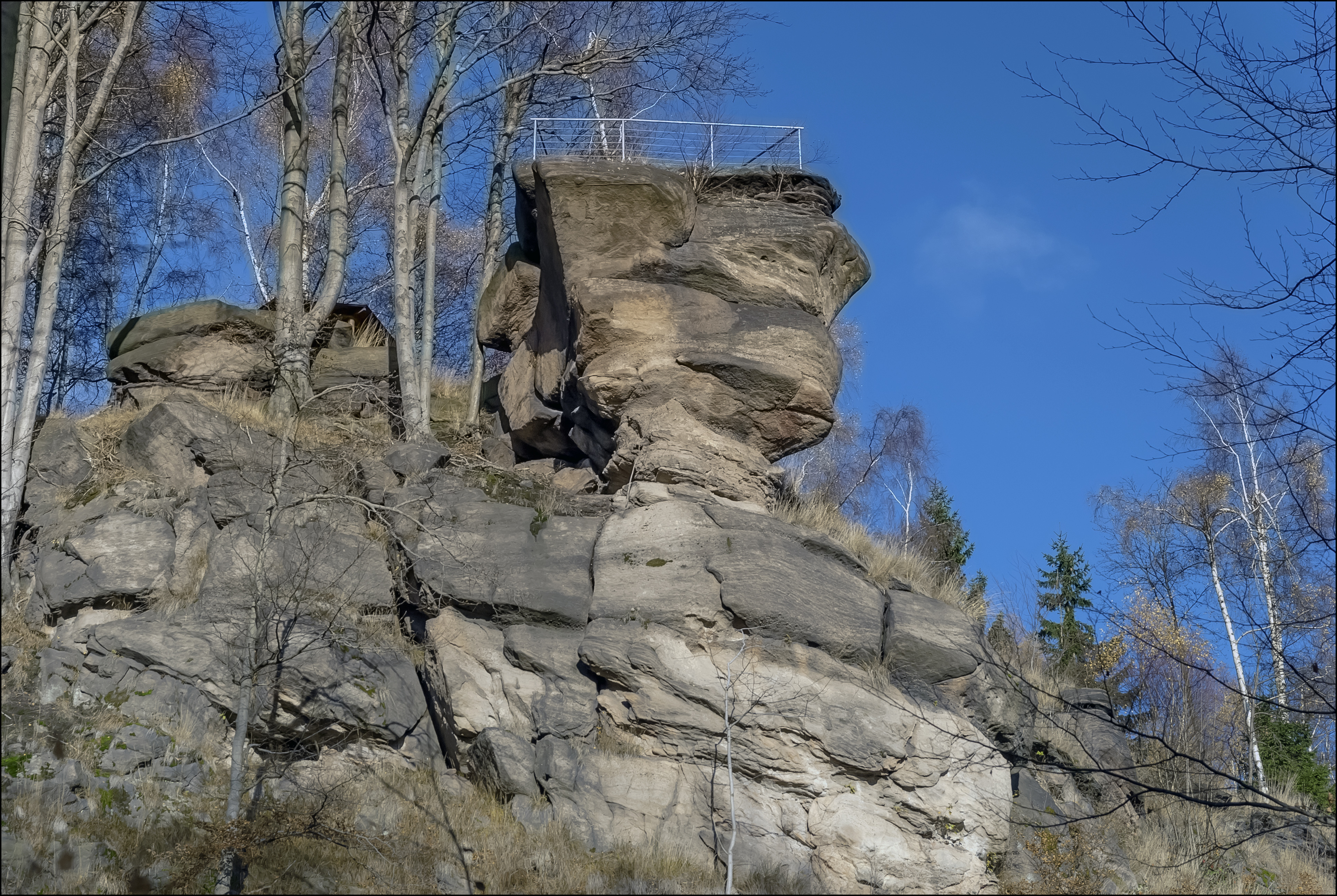
Felsen an der Krause-Aussicht
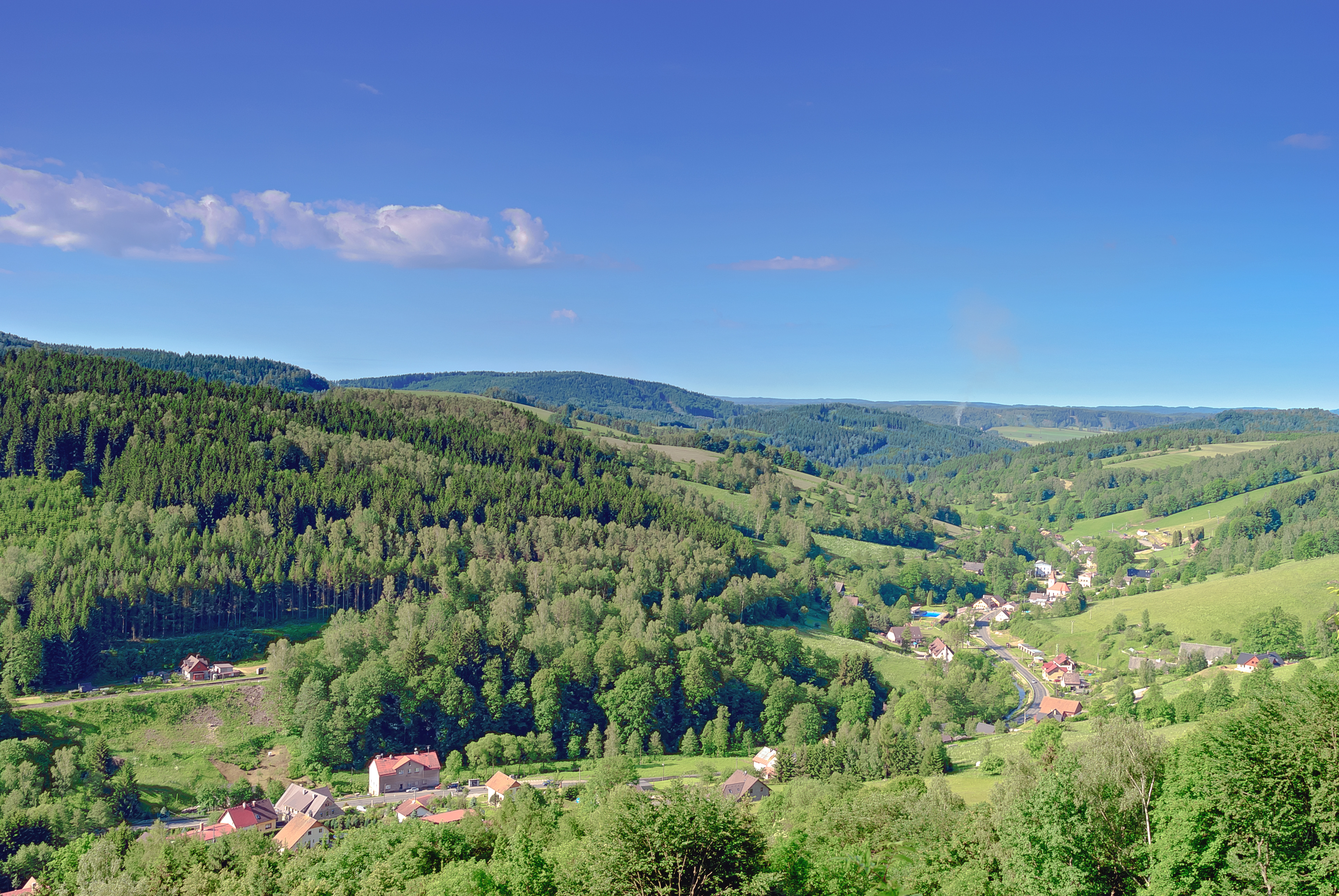
Blick auf Petříkovice (Petersdorf)
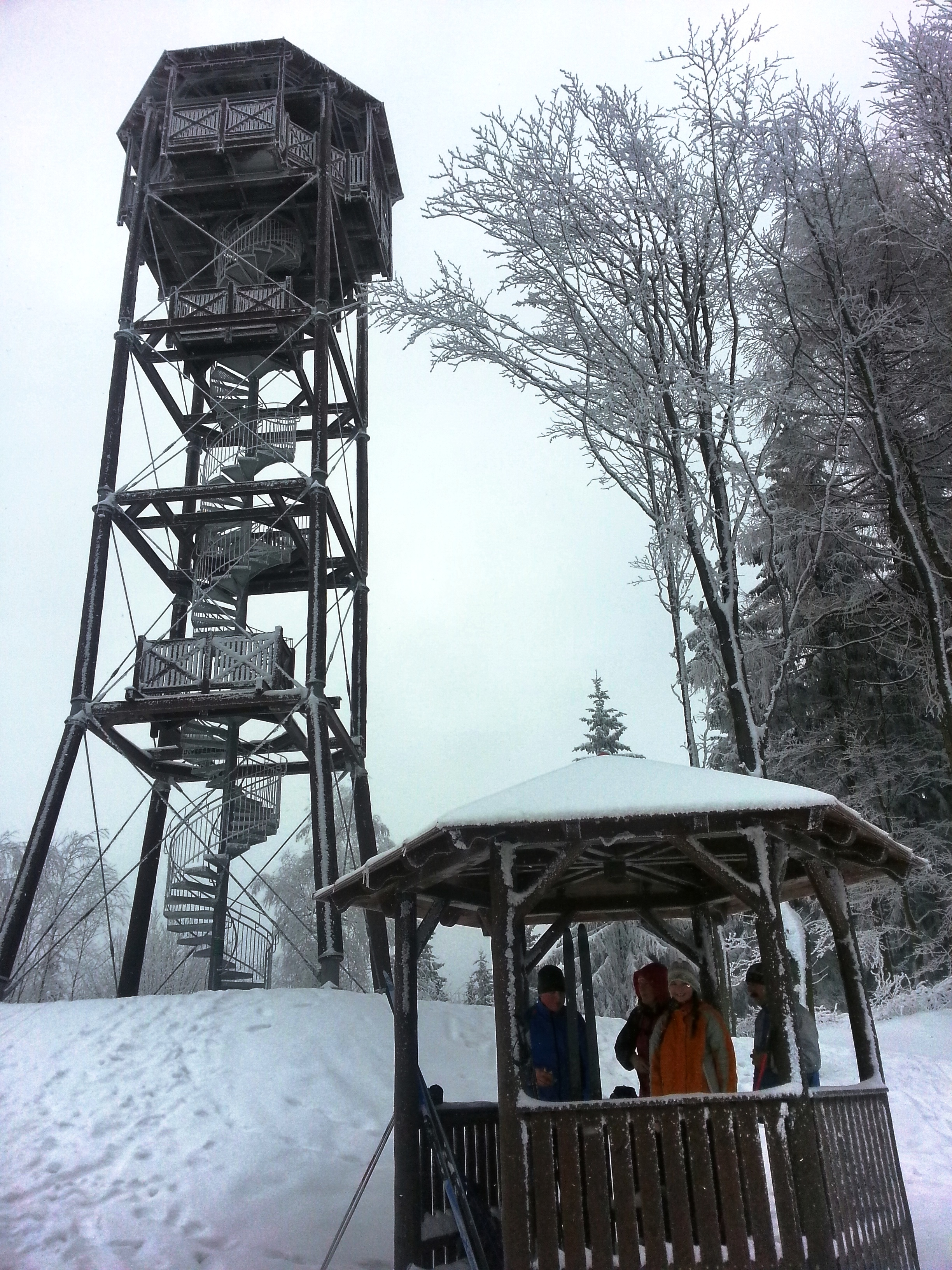
Slatiner Aussichtsturm auf dem Markauscher Kamm (708 m)
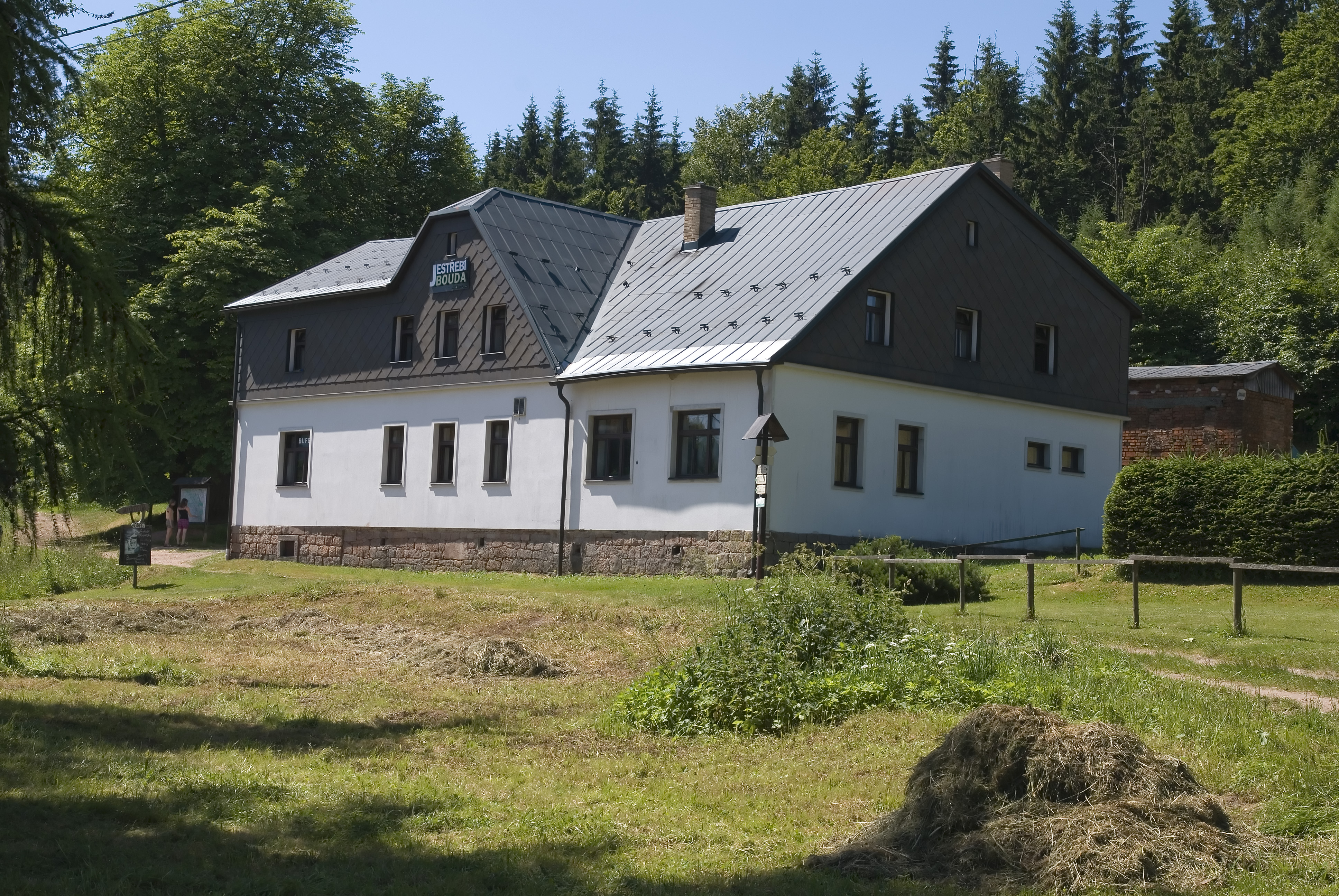
An der Habichtsbaude in Paseka (Brenden)
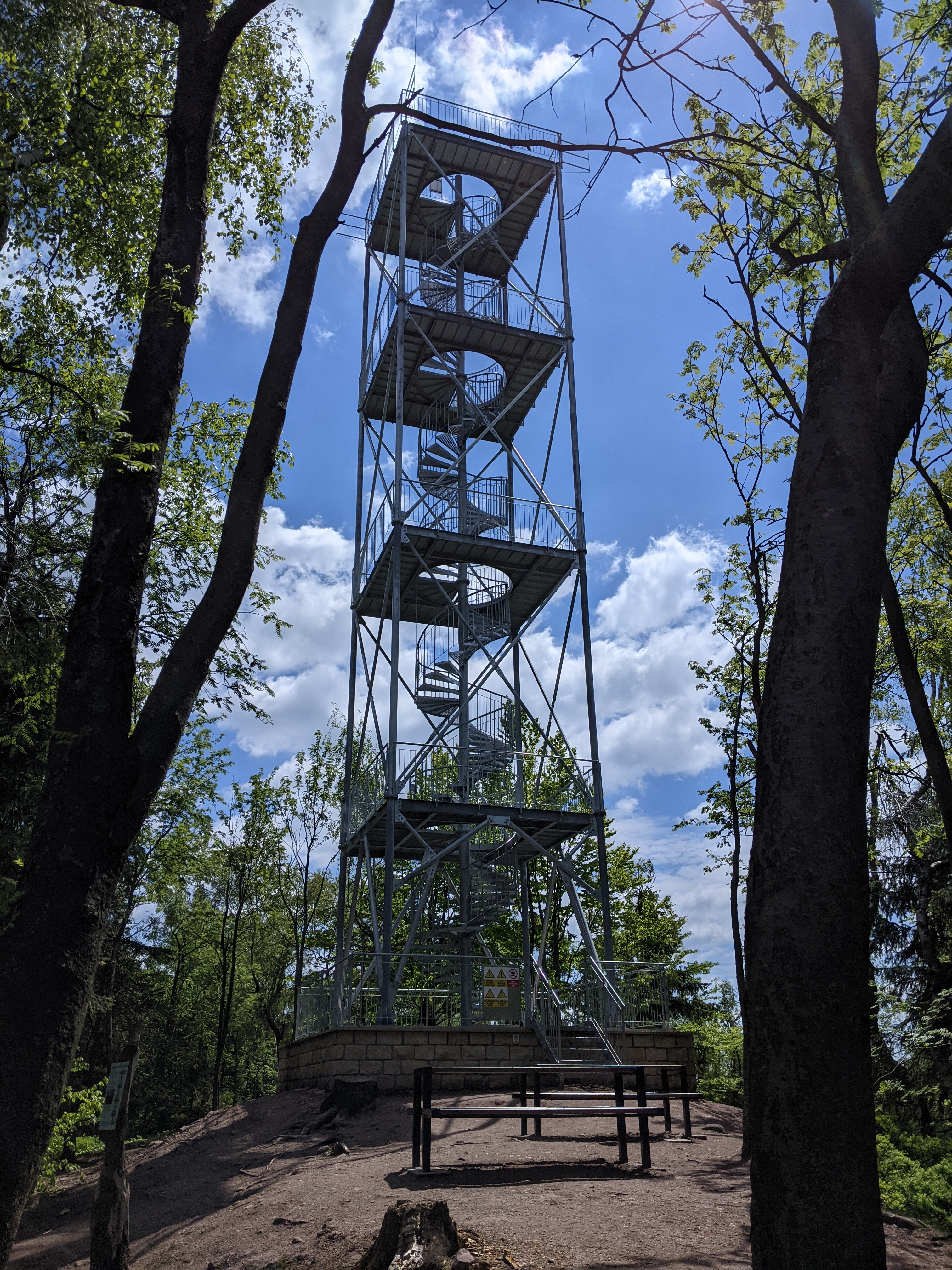
Aussichtsturm auf dem Žaltman (Hexenstein, 740 m)
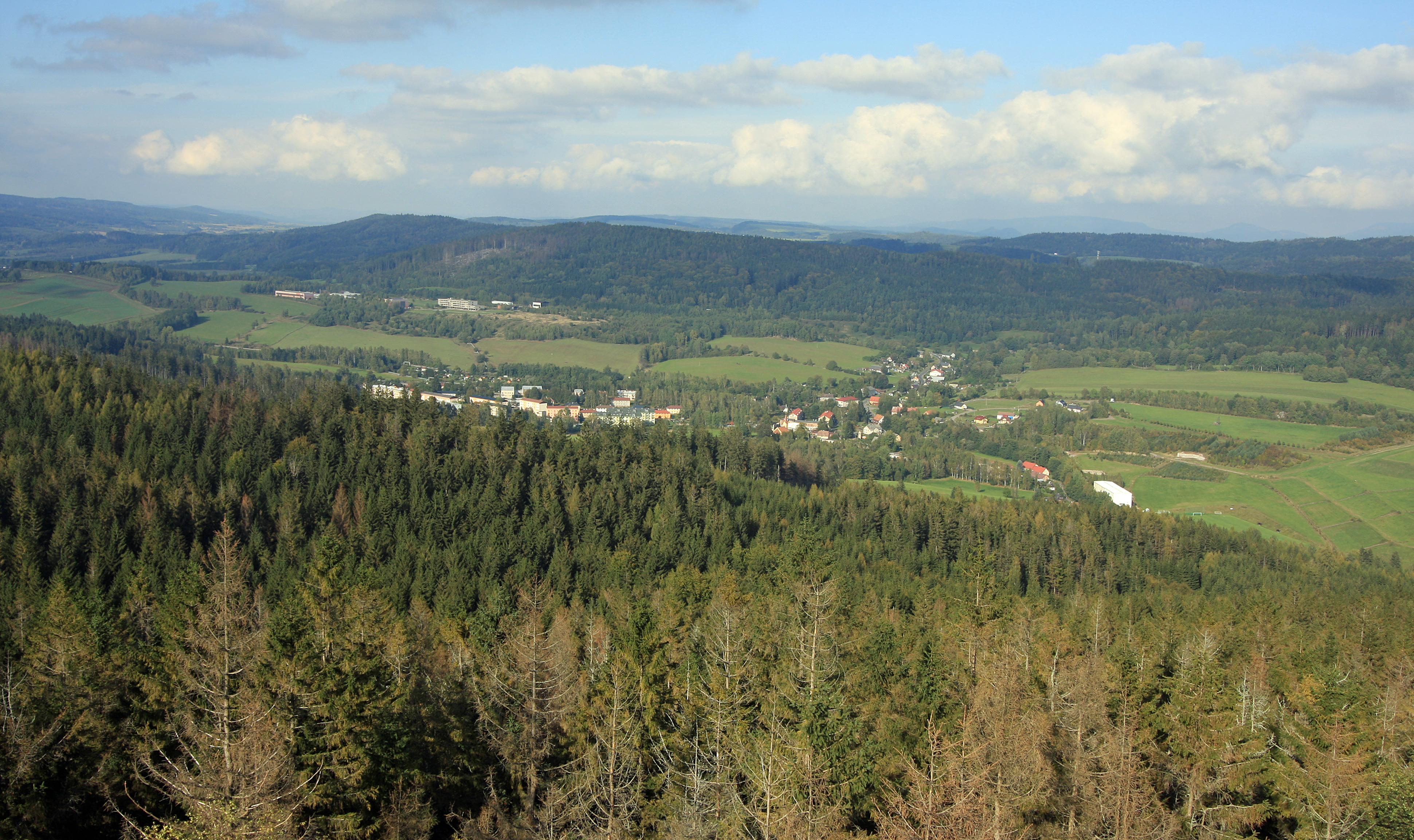
Blick auf Radvanice (Radowenz)
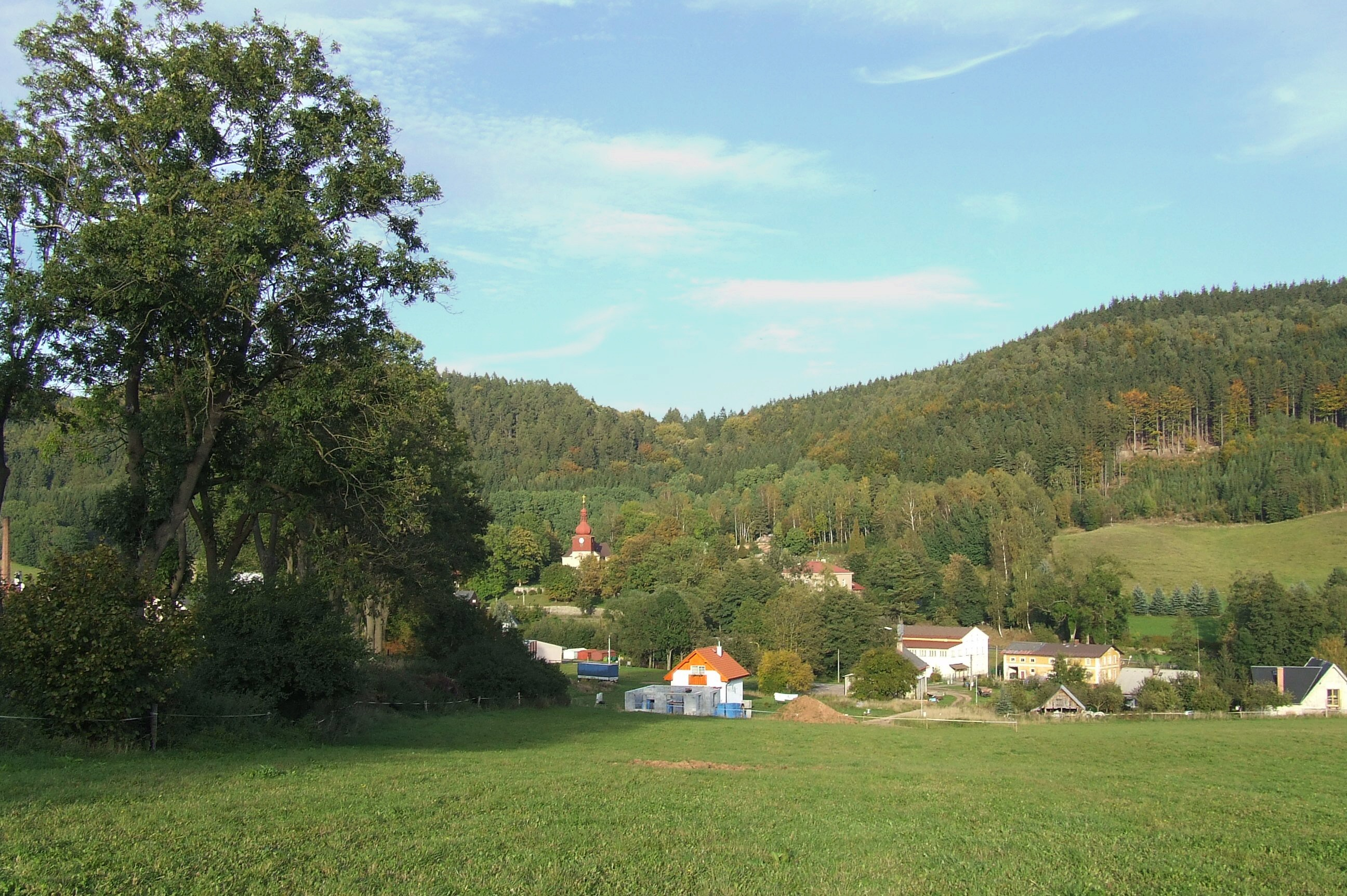
Blick auf Jívka (Jibka)
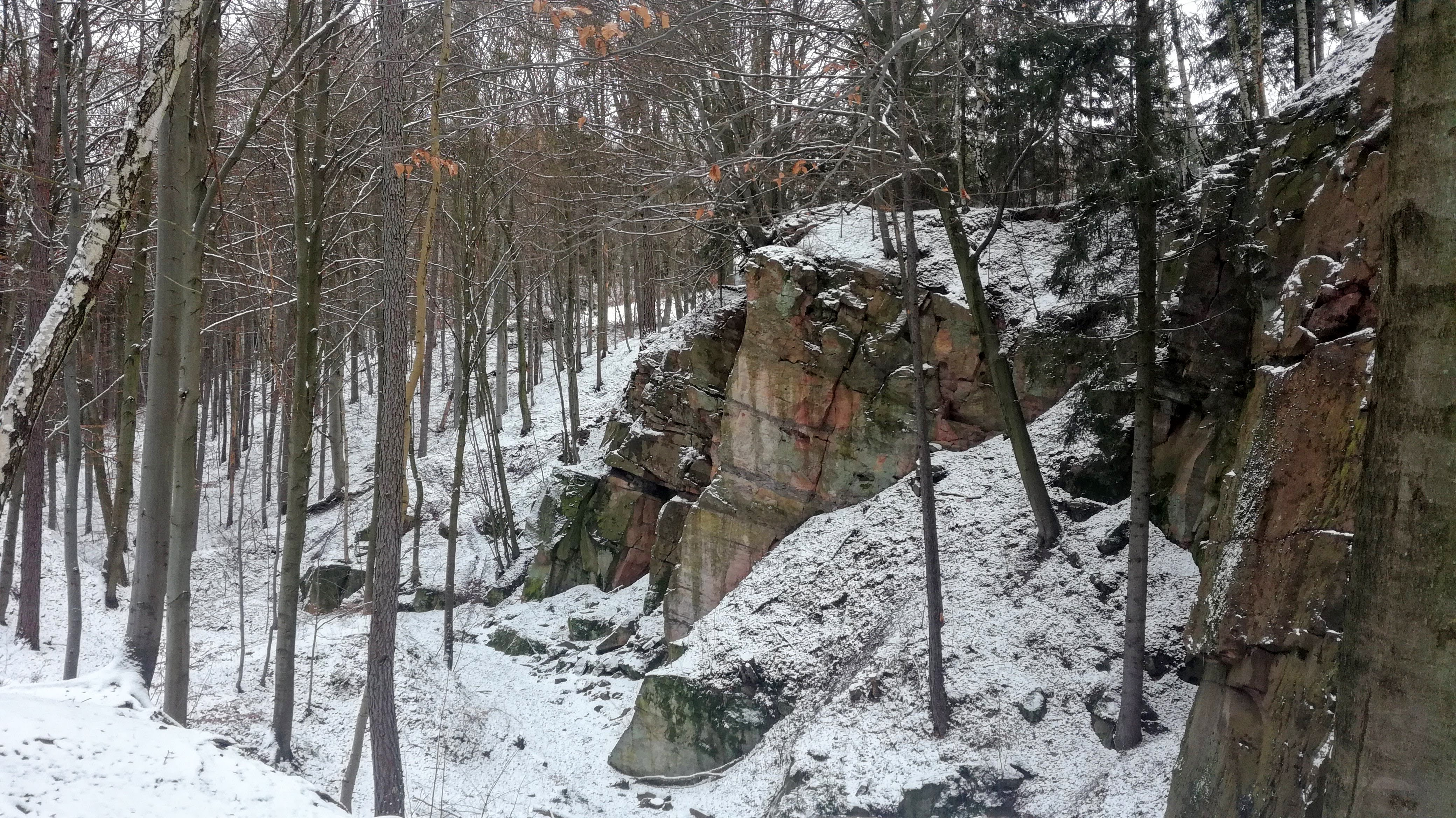
Draboň-Steinbruch am Maternice-Kamm
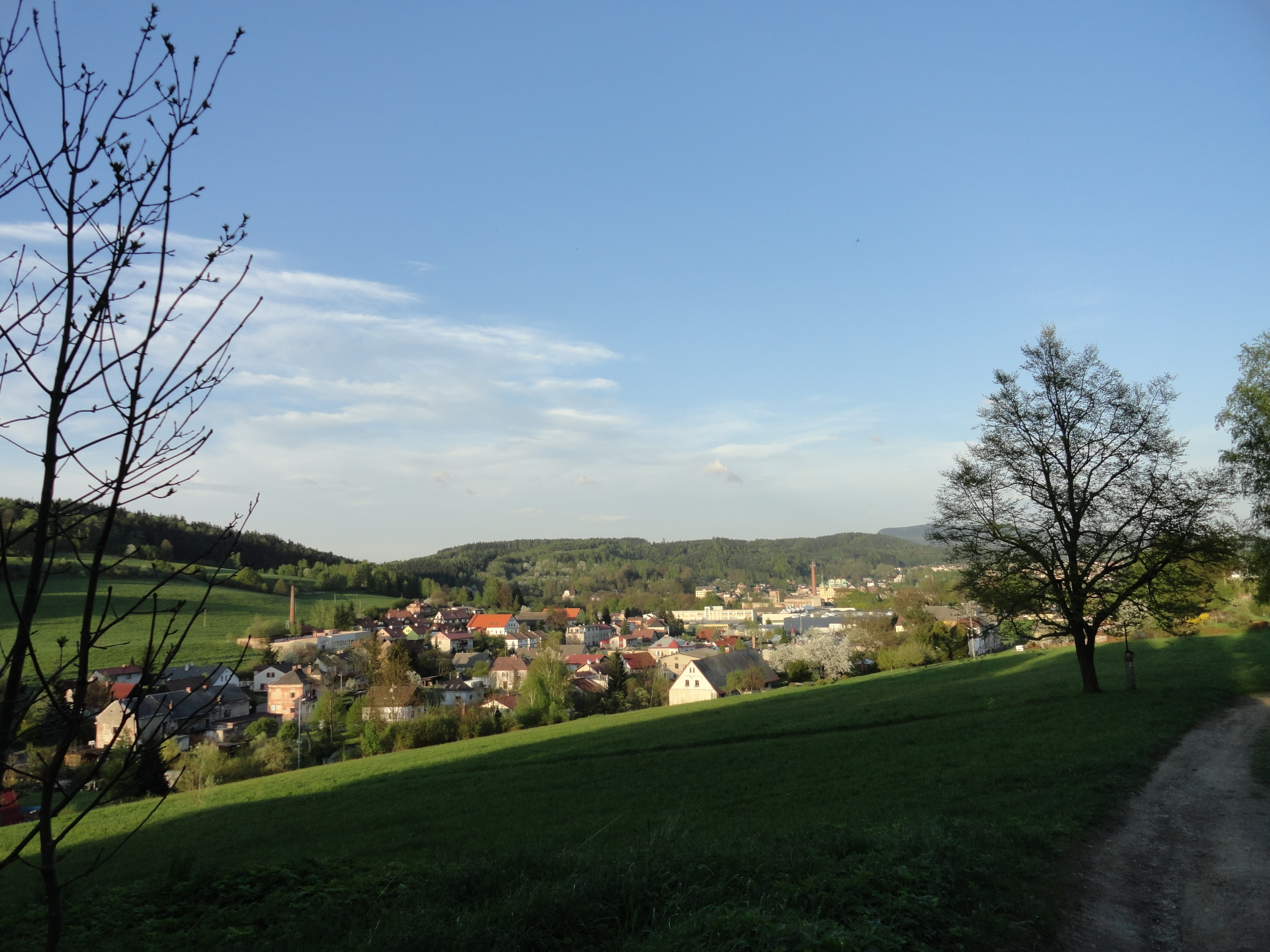
Blick auf Hronov
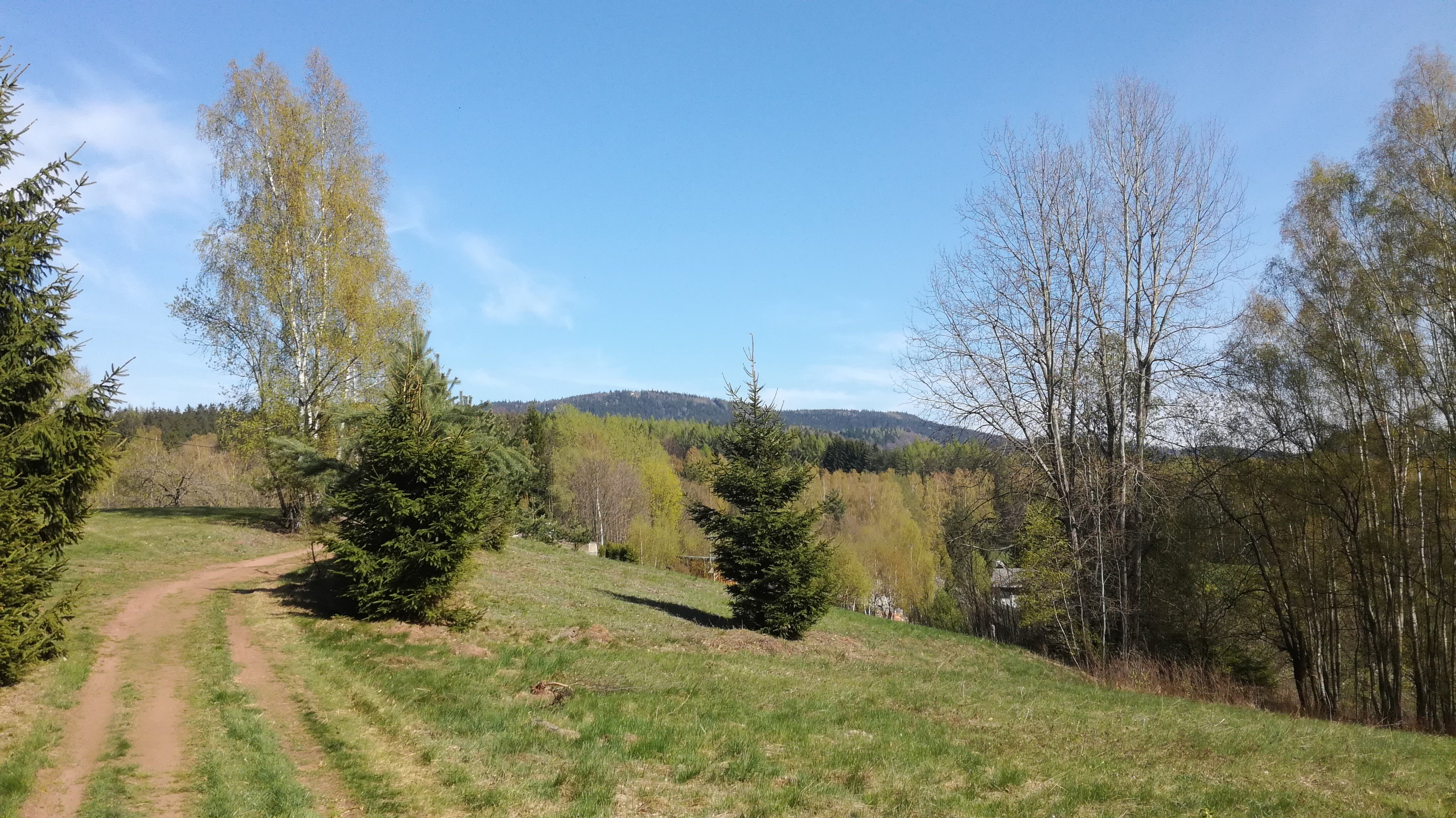
Am Bukowina-Kamm bei Závrchy (Bühlfeld)